# Усадьба Орлова-Денисова
Дом Орло́ва-Дени́сова с двумя боковыми флигелями (известен также как особняк Ростопчи́на, палаты князя Пожа́рского) — памятник архитектуры, расположенный в Красносельском районе Москвы на улице Большая Лубянка. В подвальной части дома сохраняются палаты князя Дмитрия Пожарского XVI века постройки. Объект находится на реставрации с 2016 года.

## История

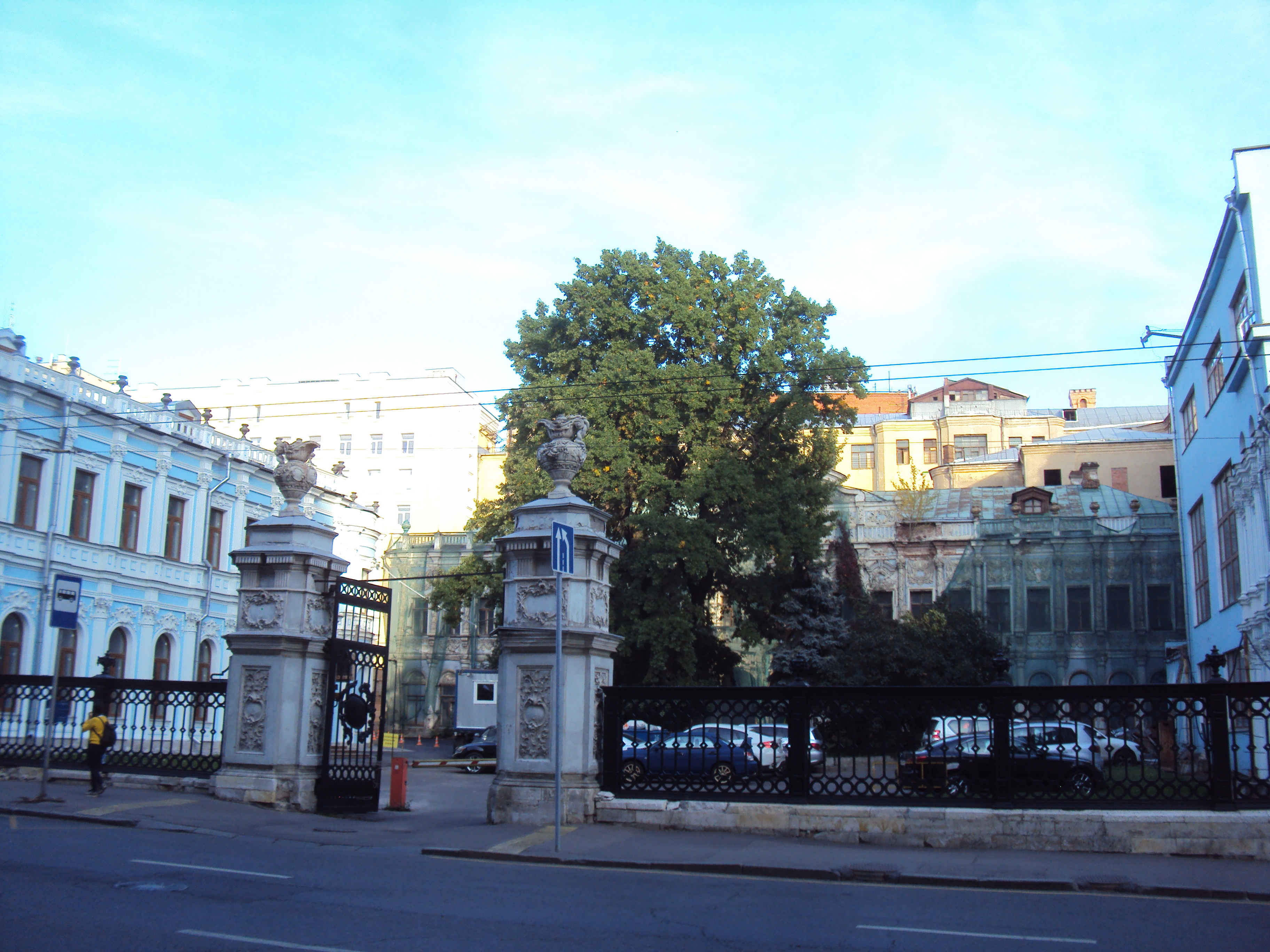
Пилоны парадных ворот, сентябрь 2015 года

В XVII веке на месте усадьбы располагались палаты князя Дмитрия Пожарского. Перед ними в Смутное время находилась баррикада, на которой Пожарский был тяжело ранен. Возведённые при князе стены в подвальной части особняка сохранились до наших дней.
После смерти Дмитрия Пожарского его имение было разделено на две неравные части: бо́льшая часть перешла Голицыным — братьям его второй жены, а меньшая досталась во владение Макарьевскому мужскому монастырю в Нижегородской области в качестве подворья. На протяжении XVII-XVIII веков усадьба неоднократно меняла владельцев. После Голицыных она перешла к князьям Хованским, от них — Нарышкиным. Вероятно, при Нарышкиных палаты были перестроены, о чём говорят ярко выраженные черты нарышкинского барокко в сохранившемся декоре. Однако документальных подтверждений этой версии нет.
После Нарышкина усадьбой владели князья Долгоруковы, Хованские, Волконские, Наумовы, Прозоровские. В то время, когда владельцем имения был главнокомандующий Михаил Волконский, главный дом перестроили в соответствии с пожеланиями хозяина. Для работ были привлечены скульптор Юнг и архитектор Франческо Кампорези. По словам историка Ивана Снегирёва, «художники, стараясь придать старинному его дому все возможное великолепие, положили на нём отпечаток вкуса XVIII столетия».
Со сменой владельцев менялось и назначение. Во времена правления Анны Иоанновны в здании располагался Монетный двор, при Елизавете Петровне — камер-коллегия, занимавшаяся собиранием налогов, а при Павле I дворец был отдан турецкому послу в качестве резиденции.
В 1811 году дворец приобрёл генерал-губернатор Фёдор Ростопчин. При нём у дома появилось ещё одно народное название — особняк Ростопчина. Во многом это произошло благодаря Льву Толстому, который описал произошедшую возле дома расправу над Михаилом Верещагиным в романе «Война и мир». Состав преступления Верещагина был в том, что он перевёл речи императора Наполеона из французской газеты, в которых он неодобрительно высказывался о России. По личному приказу Ростопчина Верещагин был обвинён в измене и растерзан толпой прямо перед господским домом. После этого события Ростопчин уехал из Москвы. Вскоре столицу заняла французская армия, в здании усадьбы разместился наполеоновский генерал Анри-Франсуа Делаборд. Благодаря этому при пожаре 1812 года особняк не был повреждён, в отличие от другого владения Ростопчина — усадьбы Вороново, которую по личному приказу владельца сожгли.
В 1842 году усадьбу купил граф Василий Орлов-Денисов. Однако в следующем году он умер, не успев заняться обустройством приобретённого имения. Усадьба перешла к его наследникам, которые возвели возле основного господского дома два равных ему по высоте флигеля в том же стиле, а ворота украсили пилонами, сохранившимися до наших дней.
В 1857 году статский советник Николай Шипов приобрёл усадьбу для своей жены Дарьи Шиповой. При ней во дворце устраивались шикарные балы, также по её указанию при особняке была создана домовая Благовещенская церковь.
В 1882 году усадьбу приобрёл купец Э. Ф. Маттерн, однако уже на следующий год продал её Московскому страховому от огня обществу, которое размещалось там до Октябрьской революции.
В советское время на территории усадьбы находилось Объединённое государственное политическое управление, позднее — музей и архив Комитета государственной безопасности. В 1970-х годах главный усадебный дом был отреставрирован, но реставрация коснулась только внутреннего декора.

## Современное состояние

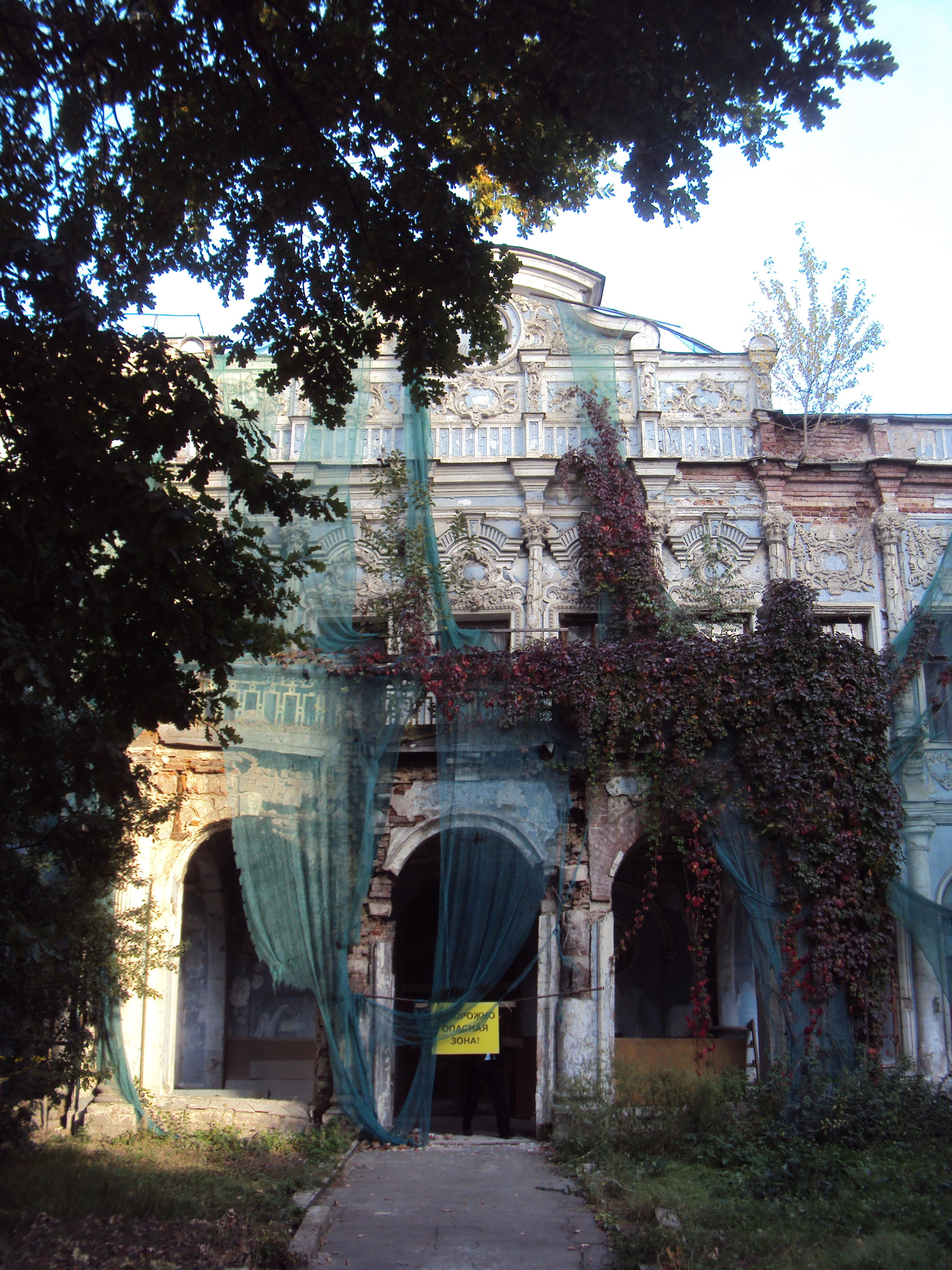
Состояние господского дома в 2015 году

В 1990-х годах дом с флигелями был приватизирован Инкомбанком, несмотря на действовавший в то время указ № 341 президента Бориса Ельцина, прямо запрещающий приватизацию памятников федерального значения. В 2000 году после банкротства банка усадьбу приобрело ЗАО «Эсида-М», которое через четыре года перепродало её ООО «Карс». Как и при предыдущих частных владельцах, реставрация здания не проводилась. От длительного запустения усадебные строения начали разрушаться, декор фасада осыпался, из-за протекающей крыши началось обрушение перекрытий.
В 2007 году между ООО «Карс» и Мосгорнаследием было заключено соглашение об охране памятника федерального значения, но из-за невыполнения владельцами здания охранных обязательств в 2009 году началось судебное слушание об изъятии дома в федеральную собственность с компенсацией за изъятое имущество. Решение в пользу изъятия было принято в 2011-м. Однако стороны не смогли договориться о размере компенсации, ООО «Крас» подало иск с требованием заключить договор купли-продажи с устраивающей его суммой. Положительное решение по этому иску было принято в 2013 году, однако требуемая сумма была выплачена ответчику Министерством финансов только через два года, после выступления координатора движения «Архнадзор» на Президентском совете по культуре. 

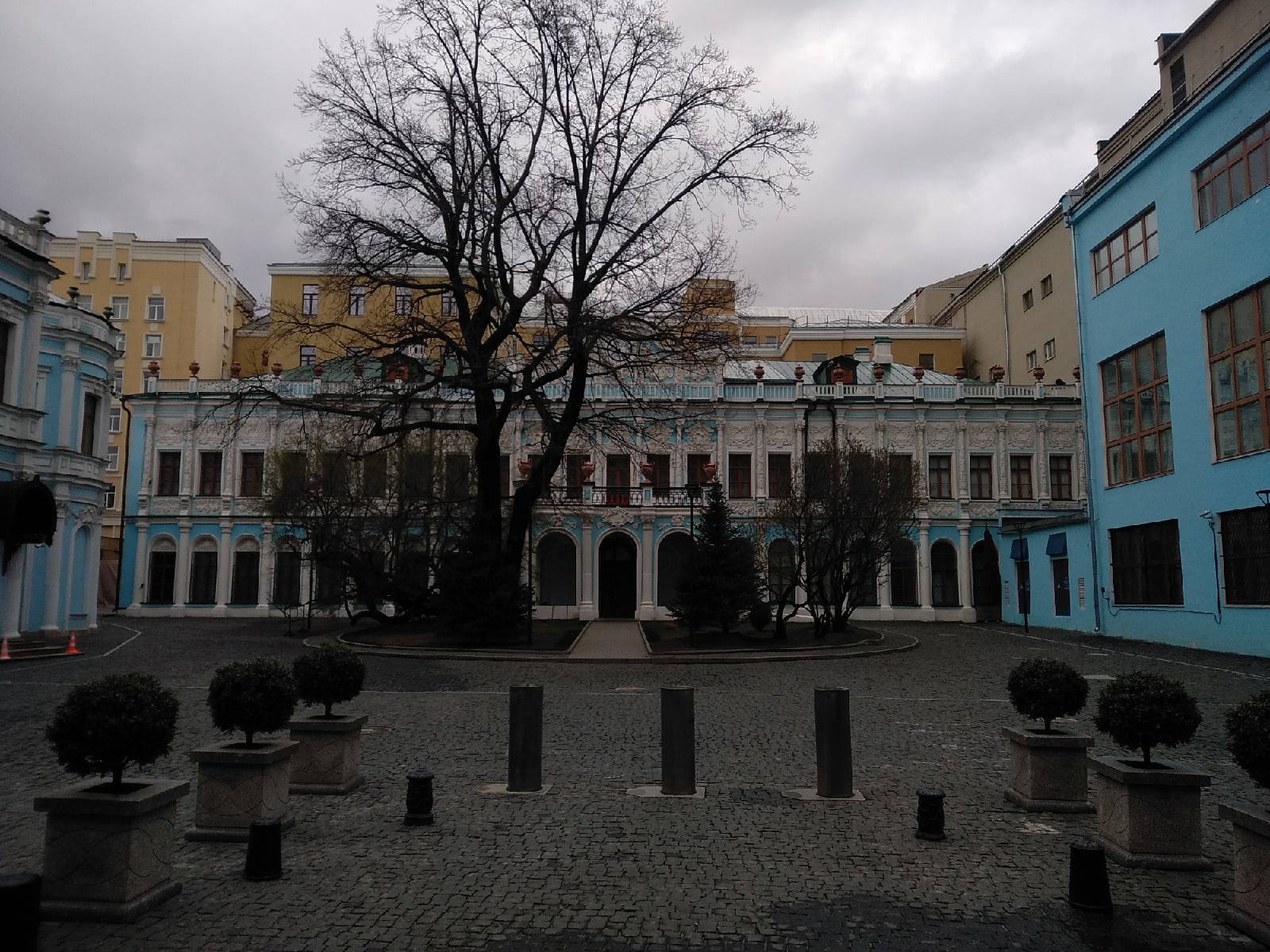
Вид главного здания усадьбы после реставрации, апрель 2021 года

В 2016 году Мосгорнаследие издало Приказ об утверждении охранного обязательства владельцев здания, после чего были выполнены и по результатам общественного обсуждения Акта государственной историко-культурной экспертизы согласованы эскизный проект реставрации и проект приспособления (в том числе проект реставрации ограды, входящей в предмет охраны ОКН). Реставрация была завершена в 2020 году. В декабре 2020 года проект и производство работ отмечены премией «Московская реставрация — 2020»; заказчиком названа «Войсковая часть 55002».